# Гюреклер
Гюреклер (гръцки: Μικρόλοφος, Микролофос, до 1927 година Γιουρεκλέρ, Гюреклер) е бивше село в Гърция, част от дем Бук на област Източна Македония и Тракия.

## География
Селото е в Коджадаг, на 510 m надморска височина, на два километра североизточно от Зарич (Псили Рахи).

## История
В началото на XX век селото е турско. В 1913 година има 48 жители, а в 1920 година е регистрирано като напуснато. Обновено е в 1923 година, когато след Лозанския договор в селото са заселени десетина семейства гърци бежанци с 29 души. В 1927 година името на селото е сменено на Микролофос. Селото се разпада по време на Гражданската война в Гърция (1946 – 1949).
| Година    | 1913 | 1920 | 1928 | 1940 | 1951 | 1961 | 1971 | 1981 | 1991 | 2001 | 2011 | 2021 |
| --------- | ---- | ---- | ---- | ---- | ---- | ---- | ---- | ---- | ---- | ---- | ---- | ---- |
| Население | 48   | 0    | 56   |      |      |      |      |      |      |      |      |      |